# Caquetá
Le Caquetá est un des 32 départements de Colombie. Il se trouve dans la région sud-est du pays et a pour capitale la ville de Florencia.

## Histoire

### Époque coloniale
La colonisation de la région du Caquetá remonte à l'époque où des missionnaires catholiques s'établirent aux pieds des montagnes. Ils fondent notamment Espíritu Santo del Caguán, en 1590.
Comme la plus grande partie de la région amazonienne de Colombie, le territoire caqueteño est délaissé par les colonisateurs espagnols, qui préfèrent investir les côtes caribéennes ou pacifiques et surtout la région andine. Ceux-ci considèrent en effet la cordillère Orientale comme une barrière infranchissable et n'ont pas connaissance des richesses qui existent au-delà.

### XIXeetXXesiècles
Le 2 mai 1845, le Congrès de la République de Nouvelle-Grenade crée le Territoire national du Caquetá, qui regroupe les actuels départements de Caquetá, Amazonas et Putumayo. Après l'adoption de la Constitution de Rionegro, celui-ci est placé sous la juridiction de l'État souverain de Cauca.
L'exploitation et le commerce du caoutchouc au milieu du XIXe siècle favorisent la colonisation du piémont caqueteño et la fondation de cités destinées à ce commerce. Parmi celles-ci, Puerto Rico (fondée en 1884), San Vicente del Caguán (en 1896) et Florencia (en 1902), qui se développe comme centre de stockage de latex.
À partir de 1886, et après l'adoption d'une nouvelle constitution, la région de Caquetá est intégrée dans différentes entités, au gré des réorganisations politiques et administratives des territoires amazoniens.
La colonisation de l'ensemble du territoire s'accélère dans les années 1930.
Le département de Caquetá, dans sa forme actuelle, est créé par la Loi 78 du 15 décembre 1981 et la totalité de ses corregimientos obtiennent le statut de municipalité,.

La province de Popayán en 1810.
Le Territoire National du Caquetá en 1855.
L'État souverain de Cauca en 1863.
Le département de Caquetá à partir de 1981.

### Histoire récente
Dans le municipio de la Montañita, appartenant au département de Caquetá, se trouve la localité de La Unión Peneya où a été enlevé le journaliste français, Roméo Langlois, correspondant de la chaîne d'information France 24, le 29 avril 2012 après une attaque des FARC.

## Géographie

### Géographie physique

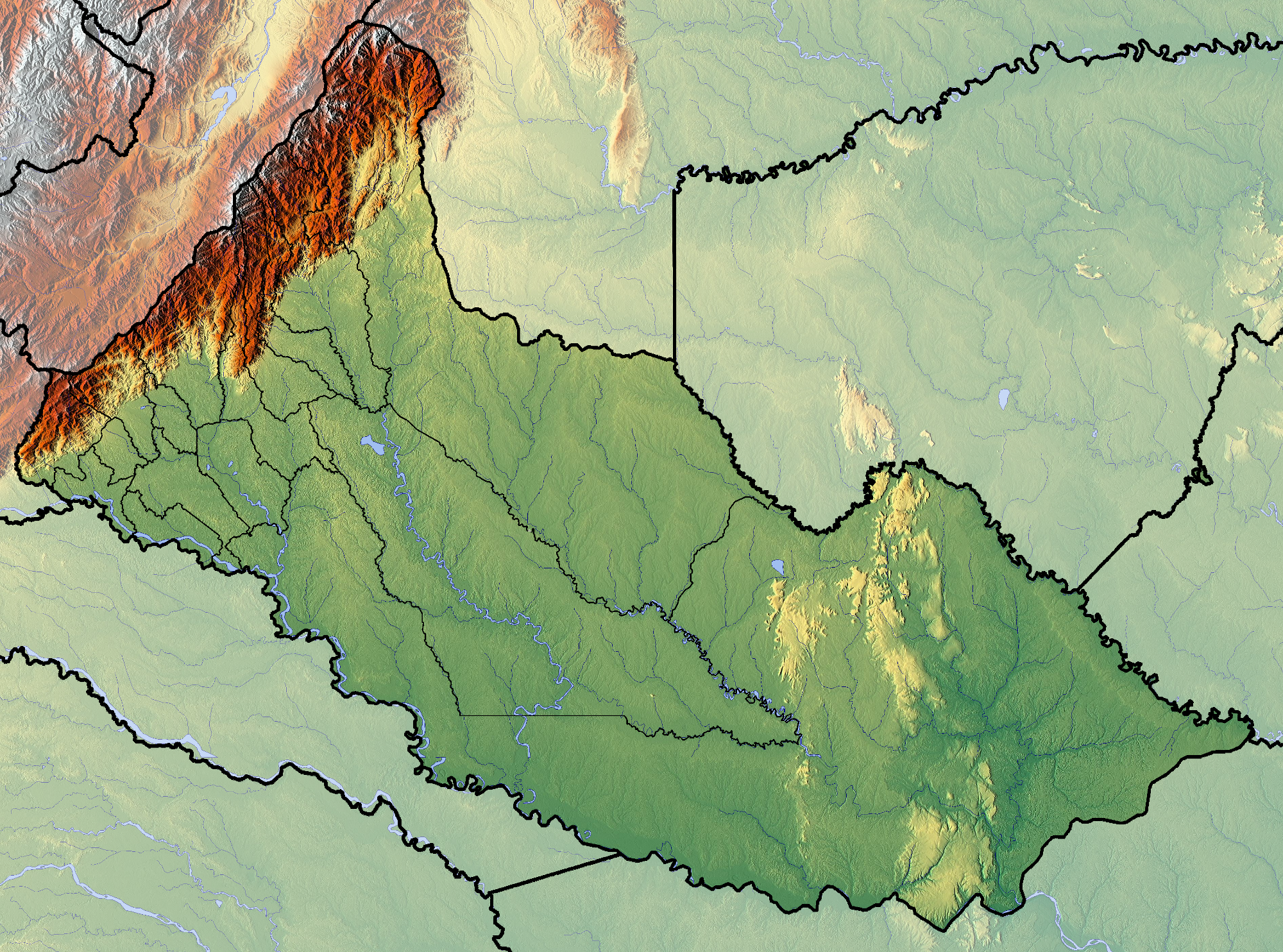
Carte topographique du Caquetá.

La région du Caquetá commence à l’ouest, au pied de la cordillère Orientale et se termine à l’est au niveau de la Serranía de Chiribiquete, en pleine forêt amazonienne.
Les sols sont constitués au-dessus de roches métamorphiques de type bouclier guyanais, et aussi de grès du Crétacé. Dans le bassin du río Caquetá, on voit aussi des roches sédimentaires du Cénozoïque.
De grandes et abondantes rivières baignent le territoire, toutes affluentes du río Caquetá, qui lui sert de frontière au sud. Parmi ces rivières, le río Apaporis, le río Yarí, le río Caguán et le río Orteguaza, toutes navigables pour de petites embarcations.
La population vit principalement au pied des montagnes andines et dans quelques localités le long des grands cours d’eau. Le reste est pratiquement inhabité car couvert d’une dense forêt tropicale humide.
Cinq parc nationaux se trouvent dans le département de Caquetá : le parc national naturel Cueva de los Guácharos, le parc national naturel de la Cordillera de los Picachos, le parc national naturel de la Serranía de Chiribiquete, le parc national naturel Alto Fragua Indi-Wasi et le parc national naturel de la Serranía de los Churumbelos Auka-Wasi.

### Climat
Le climat de la majeure partie du département est un climat tropical humide, avec une température de 27 à 29 °C.

### Découpage administratif

Les 16 municipalités (municipios) de Caquetá.

Le département de Caquetá est composé de seize municipalités. Florencia en est la capitale.
| Municipalité           | Superficie (km2) | Population (2005) | Densité (hab./km2) |
| ---------------------- | ---------------- | ----------------- | ------------------ |
| Albania                | 387,79           | 6 036             | 15,6               |
| Belén de los Andaquíes | 1 111            | 10,809            | 0,01               |
| Cartagena del Chairá   | 12 906,12        | 20 219            | 1,6                |
| Curillo                | 459              | 7 334             | 16                 |
| El Doncello            | 1 250,25         | 18 732            | 15                 |
| El Paujil              | 1 338,12         | 14 852            | 11,1               |
| Florencia              | 2 292            | 137 896           | 60,2               |
| La Montañita           | 1 483,92         | 15 725            | 10,6               |
| Puerto Milán           | 1 243,40         | 7 421             | 6                  |
| Morelia                | 464,7            | 3 580             | 7,7                |
| Puerto Rico            | 3 873,03         | 17 924            | 4,6                |
| San José del Fragua    | 1 228,67         | 9 363             | 7,6                |
| San Vicente del Caguán | 28 300           | 42 374            | 1,5                |
| Solano                 | 43 112           | 10 625            | 0,25               |
| Solita                 | 1 827            | 7 397             | 4                  |
| Valparaíso             | 1 213,9          | 7 645             | 6,3                |

## Démographie
| 1985    | 1990    | 1995    | 2000    | 2005    | - |
| ------- | ------- | ------- | ------- | ------- | - |
| 287 035 | 330 636 | 378 651 | 399 035 | 420 337 | - |

Selon le recensement de 2005, 1,6 % de la population de Caquetá se reconnait comme étant « indigène », c'est-à-dire descendant d'ethnies amérindiennes, et 3,7 % se définissent comme afro-colombiens.
Les peuples indigènes appartiennent aux familles des Witoto, Coreguaje, Macaguaje et Carijona.

## Culture et patrimoine

### Hymne
L'hymne de Caquetá a été composé par Ismael Téllez Valenzuela.

## Économie
L’élevage bovin, ainsi que la culture de l’ananas, sont importants dans la région. Le tourisme est également présent, malgré un contexte politique et sociétal troublé par la présence des FARC.

## Transports

### Transports aériens
- Aéroport d'Araracuara, desservant Araracuara, une localité de la municipalité de Solano.